# Операторы в C и C++
Язык программирования C++ поддерживает все операторы своего прародителя Си и дополнен новыми операторами и возможностями. 
- например, операторами приведения типа:
  - const_cast
  - static_cast
  - dynamic_cast
  - reinterpret_cast
- возможность перегрузки операторов;

После вычисления первого операнда для неперегруженных операторов «&&», «||» и «,» (оператор «запятая», англ. comma) компилятор вставляет точку следования (англ. sequence point), гарантирующую, что все побочные эффекты (например, оператор «постфиксный ++») будут выполнены до начала вычисления второго операнда.
Языки с Си-подобным синтаксисом (например, Java, C#, PHP и другие) часто заимствуют операторы Cи/C++ с сохранением не только поведения, но также приоритета и ассоциативности.

## Таблицы
В таблицах используются следующие обозначения:
- «a», «b» и «c»: имена объектов или значения (литералы, значения переменных, возвращаемые значения, lvalue);
- «Перегружаемый»: возможность перегрузки оператора в языке C++;
- «Реализован в Си»: существование оператора в языке Си;
- «R», «T», «S»: имена типов;
- «Пример»: пример объявления перегруженного оператора;
- «Член типа T»: определение оператора в виде метода структуры или класса (внутри структуры или класса); пример:

```
struct
 
T
 
{
 
// или class

   
operator
 
float
 
()
 
const
;

};

T
::
operator
 
float
 
()
 
const
 
{
 
/* реализация */
 
};

```

- «Определение вне класса»: определение оператора в виде функции; пример:

```
#include
 
<iostream>

struct
 
T
 
{
 
// или class

   
/* ... */

};

std
::
ostream
 
&
 
operator
 
<<
 
(
 
std
::
ostream
 
&
 
a
,
 
T
 
const
 
&
 
b
 
)
 
{
 
/* реализация */
 
}

```

- «Н/Д»: недоступно.

### Арифметические операторы
| Операция (выражение)                             | Операция (выражение)                             | Оператор | Синтаксис выражения | Перегружаемый | Реализован в Си | Пример                 | Пример                   |
| Операция (выражение)                             | Операция (выражение)                             | Оператор | Синтаксис выражения | Перегружаемый | Реализован в Си | Член типа T            | Определение вне класса   |
| ------------------------------------------------ | ------------------------------------------------ | -------- | ------------------- | ------------- | --------------- | ---------------------- | ------------------------ |
| Присваивание                                     | Присваивание                                     | =        | a = b               | Да            | Да              | R& T::operator =(S b); | н/д                      |
| Сложение                                         | Сложение                                         | +        | a + b               | Да            | Да              | R T::operator +(S b);  | R operator +(T a, S b);  |
| Вычитание                                        | Вычитание                                        | -        | a - b               | Да            | Да              | R T::operator -(S b);  | R operator -(T a, S b);  |
| Унарный плюс                                     | Унарный плюс                                     | +        | +a                  | Да            | Да              | R T::operator +();     | R operator +(T a);       |
| Унарный минус                                    | Унарный минус                                    | -        | -a                  | Да            | Да              | R T::operator -();     | R operator -(T a);       |
| Умножение                                        | Умножение                                        | *        | a * b               | Да            | Да              | R T::operator *(S b);  | R operator *(T a, S b);  |
| Деление                                          | Деление                                          | /        | a / b               | Да            | Да              | R T::operator /(S b);  | R operator /(T a, S b);  |
| Операция модуль (остаток от деления целых чисел) | Операция модуль (остаток от деления целых чисел) | %        | a % b               | Да            | Да              | R T::operator %(S b);  | R operator %(T a, S b);  |
| Инкремент                                        | префиксный                                       | ++       | ++a                 | Да            | Да              | R& T::operator ++();   | R& operator ++(T a);     |
| Инкремент                                        | суффиксный (постфиксный)                         | ++       | a++                 | Да            | Да              | R T::operator ++(int); | R operator ++(T a, int); |
| Инкремент                                        | суффиксный (постфиксный)                         | ++       | a++                 | Да            | Да              | [ note 2 ]             |                          |
| Декремент                                        | префиксный                                       | --       | --a                 | Да            | Да              | R& T::operator --();   | R& operator --(T a);     |
| Декремент                                        | суффиксный (постфиксный)                         | --       | a--                 | Да            | Да              | R T::operator --(int); | R operator --(T a, int); |
| Декремент                                        | суффиксный (постфиксный)                         | --       | a--                 | Да            | Да              | [ note 2 ]             |                          |

### Операторы сравнения
| Операция (выражение) | Оператор | Синтаксис выражения | Перегружаемый | Реализован в Си | Пример                 | Пример                   |
| Операция (выражение) | Оператор | Синтаксис выражения | Перегружаемый | Реализован в Си | Член типа T            | Определение вне класса   |
| -------------------- | -------- | ------------------- | ------------- | --------------- | ---------------------- | ------------------------ |
| Сравнение            | ==       | a == b              | Да            | Да              | R T::operator ==(S b); | R operator ==(T a, S b); |
| Неравенство          | !=       | a != b              | Да            | Да              | R T::operator !=(S b); | R operator !=(T a, S b); |
| Больше               | >        | a > b               | Да            | Да              | R T::operator >(S b);  | R operator >(T a, S b);  |
| Меньше               | <        | a < b               | Да            | Да              | R T::operator <(S b);  | R operator <(T a, S b);  |
| Больше или равно     | >=       | a >= b              | Да            | Да              | R T::operator >=(S b); | R operator >=(T a, S b); |
| Меньше или равно     | <=       | a <= b              | Да            | Да              | R T::operator <=(S b); | R operator <=(T a, S b); |

### Логические операторы
| Операция (выражение)     | Оператор | Синтаксис выражения | Перегружаемый | Реализован в Си | Пример                   | Пример                     |
| Операция (выражение)     | Оператор | Синтаксис выражения | Перегружаемый | Реализован в Си | Член типа T              | Определение вне класса     |
| ------------------------ | -------- | ------------------- | ------------- | --------------- | ------------------------ | -------------------------- |
| Логическое отрицание, НЕ | !        | !a                  | Да            | Да              | R T::operator !();       | R operator !(T a);         |
| Логическое умножение, И  | &        | a & b               | Да            | Да              | R T::operator &&(S b);   | R operator &&(T a, S b);   |
| Логическое сложение, ИЛИ | \|\|     | a \|\| b            | Да            | Да              | R T::operator \|\|(S b); | R operator \|\|(T a, S b); |

### Побитовые операторы
| Операция (выражение)            | Оператор | Синтаксис выражения | Перегружаемый | Реализован в Си | Пример                 | Пример                   |
| Операция (выражение)            | Оператор | Синтаксис выражения | Перегружаемый | Реализован в Си | Член типа T            | Определение вне класса   |
| ------------------------------- | -------- | ------------------- | ------------- | --------------- | ---------------------- | ------------------------ |
| Побитовая инверсия              | ~        | ~a                  | Да            | Да              | R T::operator ~();     | R operator ~(T a);       |
| Побитовое И                     | &        | a & b               | Да            | Да              | R T::operator &(S b);  | R operator &(T a, S b);  |
| Побитовое ИЛИ (or)              | \|       | a \| b              | Да            | Да              | R T::operator \|(S b); | R operator \|(T a, S b); |
| Побитовое исключающее ИЛИ (xor) | ^        | a ^ b               | Да            | Да              | R T::operator ^(S b);  | R operator ^(T a, S b);  |
| Побитовый сдвиг влево           | <<       | a << b              | Да            | Да              | R T::operator <<(S b); | R operator <<(T a, S b); |
| Побитовый сдвиг вправо          | >>       | a >> b              | Да            | Да              | R T::operator >>(S b); | R operator >>(T a, S b); |

### Составное присваивание
| Операция (выражение)                                           | Оператор | Синтаксис выражения | Значение   | Перегружаемый | Реализован в Си | Пример                  | Пример                    |
| Операция (выражение)                                           | Оператор | Синтаксис выражения | Значение   | Перегружаемый | Реализован в Си | Член типа T             | Определение вне класса    |
| -------------------------------------------------------------- | -------- | ------------------- | ---------- | ------------- | --------------- | ----------------------- | ------------------------- |
| Сложение, совмещённое с присваиванием                          | +=       | a += b              | a = a + b  | Да            | Да              | R T::operator +=(S b);  | R operator +=(T a, S b);  |
| Вычитание, совмещённое с присваиванием                         | -=       | a -= b              | a = a - b  | Да            | Да              | R T::operator -=(S b);  | R operator -=(T a, S b);  |
| Умножение, совмещённое с присваиванием                         | *=       | a *= b              | a = a * b  | Да            | Да              | R T::operator *=(S b);  | R operator *=(T a, S b);  |
| Деление, совмещённое с присваиванием                           | /=       | a /= b              | a = a / b  | Да            | Да              | R T::operator /=(S b);  | R operator /=(T a, S b);  |
| Вычисление остатка от деления, совмещённое с присваиванием     | %=       | a %= b              | a = a % b  | Да            | Да              | R T::operator %=(S b);  | R operator %=(T a, S b);  |
| Побитовое «И» (AND), совмещённое с присваиванием               | &=       | a &= b              | a = a & b  | Да            | Да              | R T::operator &=(S b);  | R operator &=(T a, S b);  |
| Побитовое «ИЛИ» (or), совмещённое с присваиванием              | \|=      | a \|= b             | a = a \| b | Да            | Да              | R T::operator \|=(S b); | R operator \|=(T a, S b); |
| Побитовое «исключающее ИЛИ» (xor), совмещённое с присваиванием | ^=       | a ^= b              | a = a ^ b  | Да            | Да              | R T::operator ^=(S b);  | R operator ^=(T a, S b);  |
| Побитовый сдвиг влево, совмещённый с присваиванием             | <<=      | a <<= b             | a = a << b | Да            | Да              | R T::operator <<=(S b); | R operator <<=(T a, S b); |
| Побитовый сдвиг вправо, совмещённый с присваиванием            | >>=      | a >>= b             | a = a >> b | Да            | Да              | R T::operator >>=(S b); | R operator >>=(T a, S b); |

### Операторы работы с указателями и членами класса
| Оператор                                                               | Оператор                                                               | Синтаксис | Перегружаемый | Реализован в Си | Пример                  | Пример                    |
| Оператор                                                               | Оператор                                                               | Синтаксис | Перегружаемый | Реализован в Си | Член типа T             | Определение вне класса    |
| ---------------------------------------------------------------------- | ---------------------------------------------------------------------- | --------- | ------------- | --------------- | ----------------------- | ------------------------- |
| Обращение к элементу массива                                           | Обращение к элементу массива                                           | a[b]      | Да            | Да              | R T::operator [](S b);  | н/д                       |
| Непрямое обращение («объект, на который указывает a»)                  | Непрямое обращение («объект, на который указывает a»)                  | *a        | Да            | Да              | R T::operator *();      | R operator *(T a);        |
| Ссылка («адрес a»)                                                     | Ссылка («адрес a»)                                                     | &a        | Да            | Да              | R T::operator &();      | R operator &(T a);        |
| Обращение к члену структуры («член b объекта, на который указывает a») | Обращение к члену структуры («член b объекта, на который указывает a») | a->b      | Да            | Да              | R* T::operator ->();    | н/д                       |
| Обращение к члену структуры («член b объекта a»)                       | Обращение к члену структуры («член b объекта a»)                       | a.b       | Нет           | Да              | н/д                     | н/д                       |
| Член, на который указывает b в объекте, на который указывает a         | Член, на который указывает b в объекте, на который указывает a         | a->*b     | Да            | Нет             | R T::operator ->*(S b); | R operator ->*(T a, S b); |
| Член, на который указывает b в объекте a                               | Член, на который указывает b в объекте a                               | a.*b      | Нет           | Нет             | н/д                     | н/д                       |

### Другие операторы
| Оператор                                    | Оператор                                    | Синтаксис                        | Перегружаемый | Реализован в Си | Пример                              | Пример                           |
| Оператор                                    | Оператор                                    | Синтаксис                        | Перегружаемый | Реализован в Си | Член типа T                         | Определение вне класса           |
| ------------------------------------------- | ------------------------------------------- | -------------------------------- | ------------- | --------------- | ----------------------------------- | -------------------------------- |
| Функтор                                     | Функтор                                     | a(a1, a2)                        | Да            | Да              | R T::operator ()(S a1, U a2, ...);  | н/д                              |
| Оператор «запятая»                          | Оператор «запятая»                          | a, b                             | Да            | Да              | R T::operator ,(S b);               | R operator ,(T a, S b);          |
| Тернарная условная операция                 | Тернарная условная операция                 | a ? b : c                        | Нет           | Да              | н/д                                 | н/д                              |
| Оператор расширения области видимости       | Оператор расширения области видимости       | a::b                             | Нет           | Нет             | н/д                                 | н/д                              |
| Пользовательские литералы (введены в C++11) | Пользовательские литералы (введены в C++11) | "a"_b                            | Да            | Нет             | н/д                                 | R operator "" _b(T a)            |
| Sizeof (размер)                             | Sizeof (размер)                             | sizeof(a) sizeof(type)           | Нет           | Да              | н/д                                 | н/д                              |
| Align-of (выравнивание)                     | Align-of (выравнивание)                     | alignof(type) или _Alignof(type) | Нет           | Да              | н/д                                 | н/д                              |
| Интроспекция                                | Интроспекция                                | typeid(a) typeid(type)           | Нет           | Нет             | н/д                                 | н/д                              |
| Приведение типа                             | Приведение типа                             | (type) a                         | Да            | Да              | T::operator R();                    | н/д                              |
| Приведение типа                             | Приведение типа                             | (type) a                         | Да            | Да              | [ note 9 ]                          |                                  |
| Выделение памяти                            | Выделение памяти                            | new type                         | Да            | Нет             | void* T::operator new(size_t x);    | void* operator new(size_t x);    |
| Выделение памяти для массива                | Выделение памяти для массива                | new type[n]                      | Да            | Нет             | void* T::operator new[](size_t x);  | void* operator new[](size_t x);  |
| Освобождение памяти                         | Освобождение памяти                         | delete a                         | Да            | Нет             | void T::operator delete(void* x);   | void operator delete(void* x);   |
| Освобождение памяти, занятой массивом       | Освобождение памяти, занятой массивом       | delete[] a                       | Да            | Нет             | void T::operator delete[](void* x); | void operator delete[](void* x); |

Примечания:
1. 1 2  Оператор «%» работает только с целыми числами. Для чисел с плавающей точкой используйте функцию fmod() из файла «math.h».
2. 1 2  Чтобы отличить префиксный и суффиксный (постфиксный) операторы друг от друга, у постфиксных операторов добавлен неиспользуемый формальный параметр типа int. Часто этому параметру даже не дают имя.
3. 1 2  В библиотеке «iostream» операторы «<<» и «>>» используются для работы с потоковым выводом и вводом.
4. 1 2  По стандарту C99, сдвиг вправо отрицательного числа — implementation defined behavior (см. неуточняемое поведение). Многие компиляторы, в том числе gcc (см. документацию Архивная копия от 22 сентября 2019 на Wayback Machine (англ.)), реализуют арифметический сдвиг, но стандарт не запрещает реализовывать логический сдвиг.
5. ↑  Тип возвращаемого значения оператора «operator->()» должен быть типом, к которому применим оператор «->», например, указателем. Если «x» имеет тип «C», и класс «C» перегружает оператор «operator->()», выражение «x->y» раскрывается как «x.operator->()->y».
6. ↑  См. пример в статье Архивная копия от 17 мая 2013 на Wayback Machine (англ.) «Реализация оператора ->* для умных указателей» Скотта Майерса из журнала «Dr. Dobb’s journal», выпуск за октябрь 1999 года.
7. ↑  Оператор sizeof, обычно, записывают со скобками. Если операнд — имя переменной, указание скобок необязательно. Если операнд — имя типа, скобки обязательны.
8. ↑  Стандарт языка C++ определяет оператор alignof. Аналогичный оператор в стандарте языка Си называется _Alignof.
9. ↑  Для оператора приведения типа тип возвращаемого значения явно не указывается, так как совпадает с именем оператора.

## Приоритеты операторов
В данной таблице указаны приоритеты операторов и их ассоциативность. Операторы, указанные в таблице выше (раньше), имеют более высокий приоритет (приоритет вычисления). При рассмотрении выражения, операторы, имеющие более высокий приоритет, будут вычислены раньше операторов с низким приоритетом. Если несколько операторов указаны в одной ячейке, то они имеют одинаковый приоритет и вычисляются в последовательности, задаваемой ассоциативностью. Приоритеты операторов не изменяются при их перегрузке.
Этой таблицы приоритетов в большинстве случаев бывает достаточно, за исключением следующих случаев. Тернарный оператор «?:» может содержать в среднем выражении оператор «запятая» или присваивание, но код «a ? b, c : d» компилятор воспринимает как «a ? (b, c) : d», а не как бессмысленное выражение «(a ? b), (c : d)». Таким образом выражение между ? и : воспринимается, как если бы оно было в скобках.
| Приоритет   | Оператор         | Описание                                                       | Ассоциативность |
| ----------- | ---------------- | -------------------------------------------------------------- | --------------- |
| 1 Наивысший | ::               | Разрешение области видимости                                   | Нет             |
| 2           | ++               | Суффиксный инкремент                                           | Слева направо   |
| 2           | --               | Суффиксный декремент                                           | Слева направо   |
| 2           | ()               | Вызов функции                                                  | Слева направо   |
| 2           | []               | Взятие элемента массива                                        | Слева направо   |
| 2           | .                | Выбор элемента по ссылке                                       | Слева направо   |
| 2           | ->               | Выбор элемента по указателю                                    | Слева направо   |
| 2           | typeid()         | RTTI (только C++; см typeid)                                   | Слева направо   |
| 2           | const_cast       | Приведение типа (C++) (см const cast)                          | Слева направо   |
| 2           | dynamic_cast     | Приведение типа (C++) (см dynamic cast)                        | Слева направо   |
| 2           | reinterpret_cast | Каламбур типизации (C++) (см reinterpret_cast)                 | Слева направо   |
| 2           | static_cast      | Приведение типа (C++) (см static cast)                         | Слева направо   |
| 3           | ++               | Префиксный инкремент                                           | Справа налево   |
| 3           | --               | Префиксный декремент                                           | Справа налево   |
| 3           | +                | Унарный плюс                                                   | Справа налево   |
| 3           | -                | Унарный минус                                                  | Справа налево   |
| 3           | !                | Логическое НЕ                                                  | Справа налево   |
| 3           | ~                | Побитовое НЕ                                                   | Справа налево   |
| 3           | (type)           | Приведение типа                                                | Справа налево   |
| 3           | *                | Разыменование указателя                                        | Справа налево   |
| 3           | &                | Взятие адреса объекта                                          | Справа налево   |
| 3           | sizeof           | Sizeof (размер)                                                | Справа налево   |
| 3           | new, new[]       | Выделение динамической памяти (C++)                            | Справа налево   |
| 3           | delete, delete[] | Освобождение динамической памяти (C++)                         | Справа налево   |
| 4           | .*               | Указатель на член (C++)                                        | Слева направо   |
| 4           | ->*              | Указатель на член (C++)                                        | Слева направо   |
| 5           | *                | Умножение                                                      | Слева направо   |
| 5           | /                | Деление                                                        | Слева направо   |
| 5           | %                | Получение остатка от деления                                   | Слева направо   |
| 6           | +                | Сложение                                                       | Слева направо   |
| 6           | -                | Вычитание                                                      | Слева направо   |
| 7           | <                | Побитовый сдвиг влево                                          | Слева направо   |
| 7           | >                | Побитовый сдвиг вправо                                         | Слева направо   |
| 8           | <                | Меньше                                                         | Слева направо   |
| 8           | <=               | Меньше или равно                                               | Слева направо   |
| 8           | >                | Больше                                                         | Слева направо   |
| 8           | >=               | Больше или равно                                               | Слева направо   |
| 9           | ==               | Сравнение                                                      | Слева направо   |
| 9           | !=               | Неравенство                                                    | Слева направо   |
| 10          | &                | Побитовое И (and)                                              | Слева направо   |
| 11          | ^                | Побитовое исключающее ИЛИ (xor)                                | Слева направо   |
| 12          | \|               | Побитовое ИЛИ (or)                                             | Слева направо   |
| 13          | &                | Логическое И                                                   | Слева направо   |
| 14          | \|\|             | Логическое ИЛИ                                                 | Слева направо   |
| 15          | ?:               | Тернарная условная операция                                    | Справа налево   |
| 15          | =                | Присваивание                                                   | Справа налево   |
| 15          | +=               | Сложение, совмещённое с присваиванием                          | Справа налево   |
| 15          | -=               | Вычитание, совмещённое с присваиванием                         | Справа налево   |
| 15          | *=               | Умножение, совмещённое с присваиванием                         | Справа налево   |
| 15          | /=               | Деление, совмещённое с присваиванием                           | Справа налево   |
| 15          | %=               | Вычисление остатка от деления, совмещённое с присваиванием     | Справа налево   |
| 15          | <=               | Побитовый сдвиг влево, совмещённый с присваиванием             | Справа налево   |
| 15          | >=               | Побитовый сдвиг вправо, совмещённый с присваиванием            | Справа налево   |
| 15          | &=               | Побитовое «И», совмещённое с присваиванием                     | Справа налево   |
| 15          | \|=              | Побитовое «ИЛИ», совмещённое с присваиванием                   | Справа налево   |
| 15          | ^=               | Побитовое «исключающее ИЛИ» (xor), совмещённое с присваиванием | Справа налево   |
| 15          | throw            | Оператор создания исключения (C++)                             | Справа налево   |
| 16          | ,                | Оператор «запятая»                                             | Слева направо   |

### Описание
Компилятор использует таблицу приоритетов для определения порядка вычисления операторов.
- Например, ++x*3 был бы двусмысленным без каких-либо правил приоритетов. По таблице можно сказать, что x сначала связывается с оператором ++, и только затем с оператором *, поэтому независимо от действия оператора ++, это действие только над x (а не над x*3). Таким образом, выражение эквивалентно (++x, x*3).
- Аналогично с кодом 3*x++, где таблица утверждает, что инкремент применяется только к x а не к 3*x. Функционально это выражение эквивалентно (tmp=x, x++, tmp=3*tmp, tmp), если выразить временную переменную как tmp.

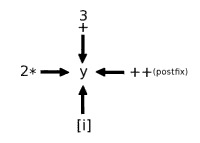
Приоритеты и связывание

Связывание операторов в стандартах Си и C++ определено через грамматику языка, а не через таблицу. Это может создать конфликт. Например, в языке Си синтаксис условного оператора таков:
```
logical
-
OR
-
expression
 
?
 
expression
 
:
 
conditional
-
expression

```

А в языке C++:
```
logical
-
OR
-
expression
 
?
 
expression
 
:
 
assignment
-
expression

```

Из-за этого выражение:
```
e = a < d ? a++ : a = d

```

будет воспринято по-разному в этих двух языках. В Си выражение синтаксически некорректно, так как результат условного оператора не может служить lvalue (то есть, левой частью оператора присваивания).
В C++, выражение будет разобрано как корректное:
```
e
 
=
 
(
a
 
<
 
d
 
?
 
a
++
 
:
 
(
a
 
=
 
d
))

```

Приоритеты побитовых логических операторов несколько неинтуитивны. Концептуально & и | являются такими же арифметическими операторами как * и + соответственно.
Выражение a & b == 7 синтаксически воспринимается как a & (b == 7), но выражение a + b == 7 эквивалентно (a + b) == 7. Из-за этого часто требуется пользоваться скобками для явного задания порядка вычислений.

### Синонимы операторов в C++
В стандарте C++ определены
диграфы для некоторых операторов:
| Диграф | Эквивалентная строка |
| ------ | -------------------- |
| and    | &&                   |
| bitand | &                    |
| and_eq | &=                   |
| or     | \|\|                 |
| bitor  | \|                   |
| or_eq  | \|=                  |
| xor    | ^                    |
| xor_eq | ^=                   |
| not    | !                    |
| not_eq | !=                   |
| compl  | ~                    |

Диграфы могут использоваться точно так же как и операторы, являются синонимами операторов. Например, диграф «bitand» может использоваться для замены операторов «побитовое И» и «получение адреса» или в определении ссылочных типов. Так, код «int bitand ref = n;» эквивалентен коду «int & ref = n;».
Стандарт ANSI/ISO C определяет перечисленные диграфы в виде констант #define (см. препроцессор). Константы определены в заголовочном файле «iso646.h». Для совместимости с Си стандарт C++ определяет фиктивный заголовочный файл «ciso646».